# Cathédrale Saint-Pierre de Brême
Pour les articles homonymes, voir Cathédrale Saint-Pierre.
La cathédrale Saint-Pierre (allemand : Bremer Dom ou St. Petri Dom zu Bremen) est la cathédrale de la ville de Brême, dans le nord-ouest de l'Allemagne. Elle se trouve sur la place du marché (Rathausplatz) et est dédiée à saint Pierre.
C'est le lieu le plus connu mais pas le principal lieu de culte de l'église protestante de Brême qui réunit en son sein des communautés de tradition luthériennes et réformées.
Avant l'introduction du protestantisme dans la ville au XVIe siècle, l'édifice était le siège de l'archevêché de Brême.

## Histoire

### Moyen Âge
On suppose, que la première petite église sur le point plus haut de la dune de Brême fut construite en bois en 789 par Willehad, l'évêque missionnaire d'origine anglo-saxonne, désigné par Charlemagne. Dès le 8 novembre de la même année Willehad meurt « de la fièvre » à Blexen sur la rive gauche de la bouche du Weser.
Déjà en 792, cette église fut détruite lors de la rébellion des saxons.
En 805, Charlemagne désigne le prochain évêque de Brême, Willeric, qui construit une seconde église au même endroit, en pierre cette fois. Elle est agrandie peu à peu à trois nefs et consacrée par l'évêque Anschaire en 860. Anschaire fut aussi archevêque de Hambourg, l'union personnelle continue sous ses successeurs, et graduellement Brême devient le siège principal des archevêques.

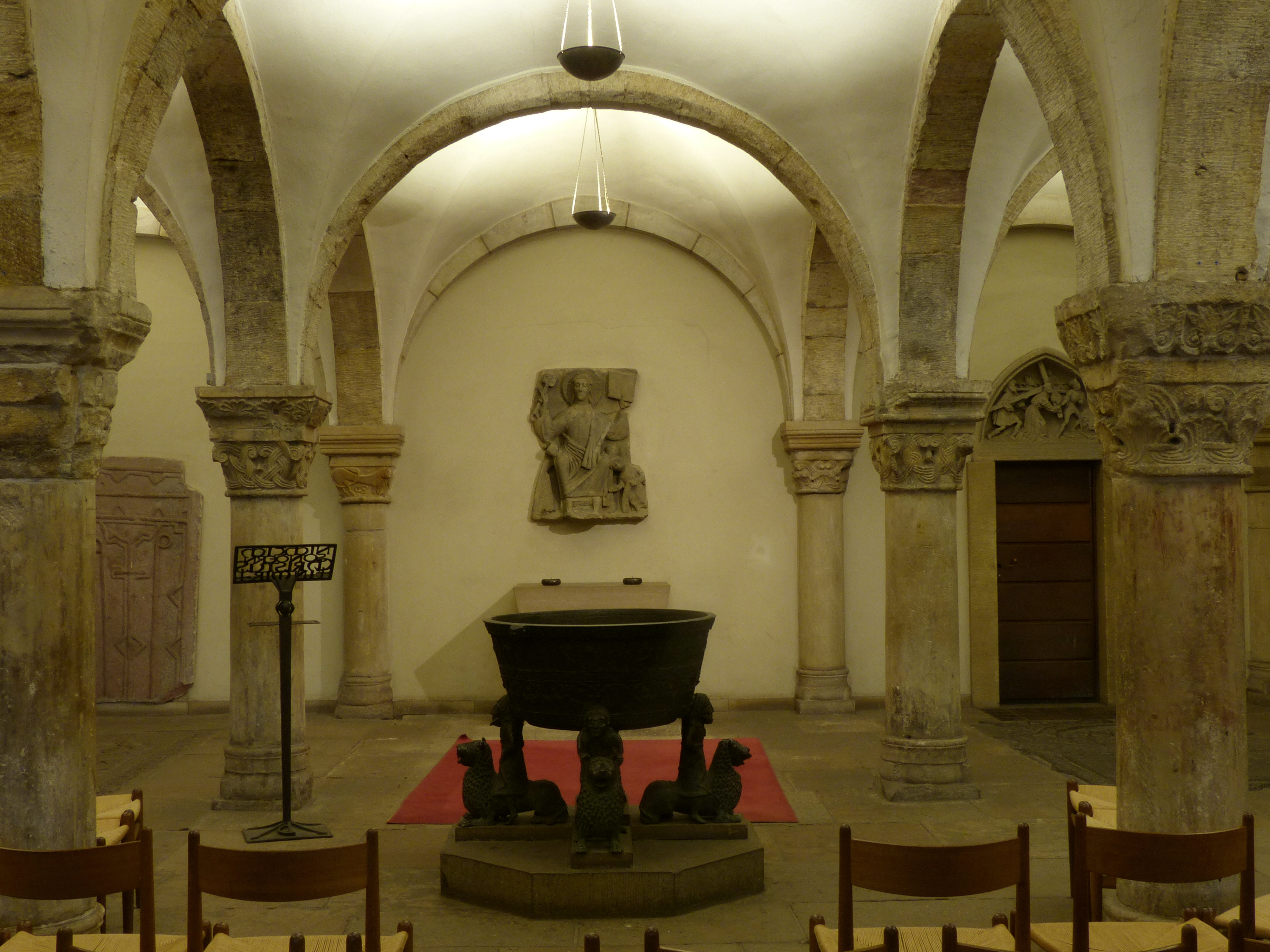
Crypte occidentale et relief du XIe siècle, fonts baptismaux de 1220/1230

Le 11 septembre 1041, l'église caroline et la plus grande partie de la ville de Brême sont détruites par un grand incendie. Au cours des dernières années de l'épiscopat d'Adalbrand (1035–1043), on commence à construire un nouvel édifice beaucoup plus grand à l'exemple de la cathédrale caroline de Cologne. La taille de ses deux cryptes a déjà les dimensions de la cathédrale d'aujourd'hui.
Pour accélérer l'édification de la cathédrale, l'archevêque suivant, Adalbert, démolit des maisons du chapitre et le mur de défense du complexe épiscopal. Alors une armée saxonne saccage Brême. L'édifice est complété par son successeur, Liemar. Dans son tombeau, on a trouvé une plaquette avec le texte « constructor huius ecclesiae ». À cette époque, la cathédrale était une basilique à piliers avec plafonds horizontaux.
Vers 1200, une nouvelle façade occidentale fut construite, la base de la façade contemporaine, une travée devant celle du XIe siècle. Pas beaucoup plus tard, on commence à couvrir les nefs avec des voûtes, d'abord les travées les plus occidentales, depuis les collatéraux (voûtes angevines), et encore plus tard la nef centrale , le chœur, le transept et la croisée (à la mode du domaine royal). En 1224, le pape Honorius III autorise une indulgence pour financer la « réparation » de la cathédrale de Brême, qui accéléra les vastes constructions sous l'épiscopat de Gérard II (1219–1258).
Au cours des XIVe et XVe siècles, la tour du nord reçut plusieurs étages et une épine, et au collatéral du sud une file de chapelles fut ajoutée.
En 1486, un feu détruisit l'épine et endommagea une partie du collatéral du nord. La tour fut reconstruite. Sous l'épiscopat de Jean III (1502–1522), le collatéral basilical du nord fut remplacé par un collatéral plus large que le précédent et de la même hauteur que la nef centrale. Mais il ne fait pas l'impression d'une église-halle, parce que la vieille colonnade basse du style roman est conservée sous la nouvelle colonnade gothique.

### La Réforme à Brême

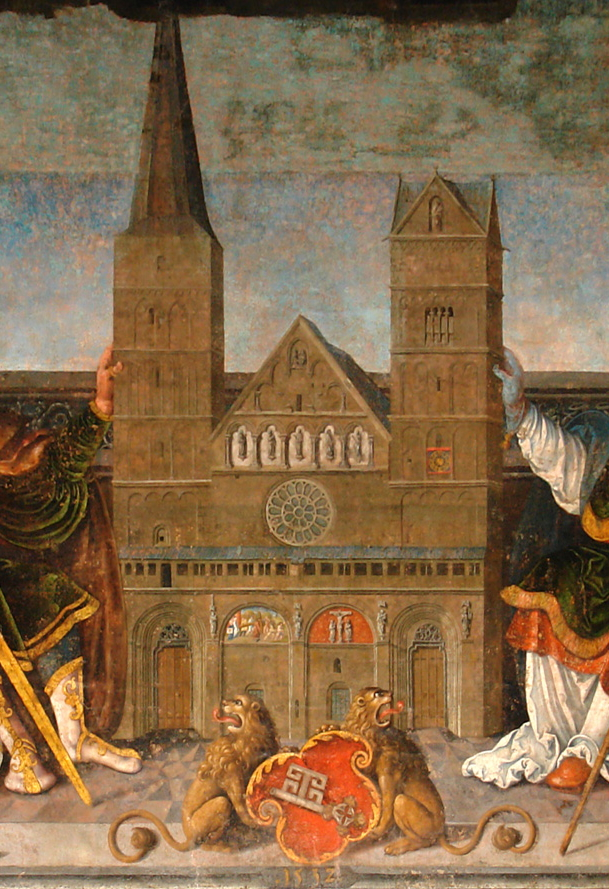
Peinture de 1532 de la cathédrale dans l'hôtel de ville

Entre 1522 et 1528, la ville de Brême accepte la Réforme. Le dimanche des Rameaux une délégation du conseil des 104 hommes (de), un régime citoyen révolutionnaire, renforce le culte luthérien dans la cathédrale. Le chapitre, encore catholique, ferme la cathédrale, qui dès le XIVe siècle n'avait plus de paroisse. En 1547 aussi la majorité du chapitre est protestante et rouvrit la cathédrale avec Albertus Risaeus, un protestant radical, comme prédicateur.
À la suite de complications politiques, la cathédrale est fermée en 1561 jusqu'en 1638. Finalement, la ville de Brême (avec ses possessions du territoire) devint réformée, et le territoire archiépiscopal (avec la cathédrale dans les murs de la ville) devint luthérien.

### Les catastrophes des tours
La tour sud portait l'horloge et les huit cloches. Elle était fissurée depuis le XVe siècle. Le 27 janvier 1638, elle s'écroule sans influence extérieure. Le tronc fut couvert avec un toit presque plat au niveau de la nef centrale.
Le 4 février 1656, la tour nord fut brûlée par un orage, ainsi que le toit de la nef. Le tronc de la tour sud s'écroula entièrement. Le toit de la nef fut restauré, la tour nord reçut un toit provisoire, et la tour sud resta en ruine.

### L'église luthérienne exterritoriale dans la ville réformée

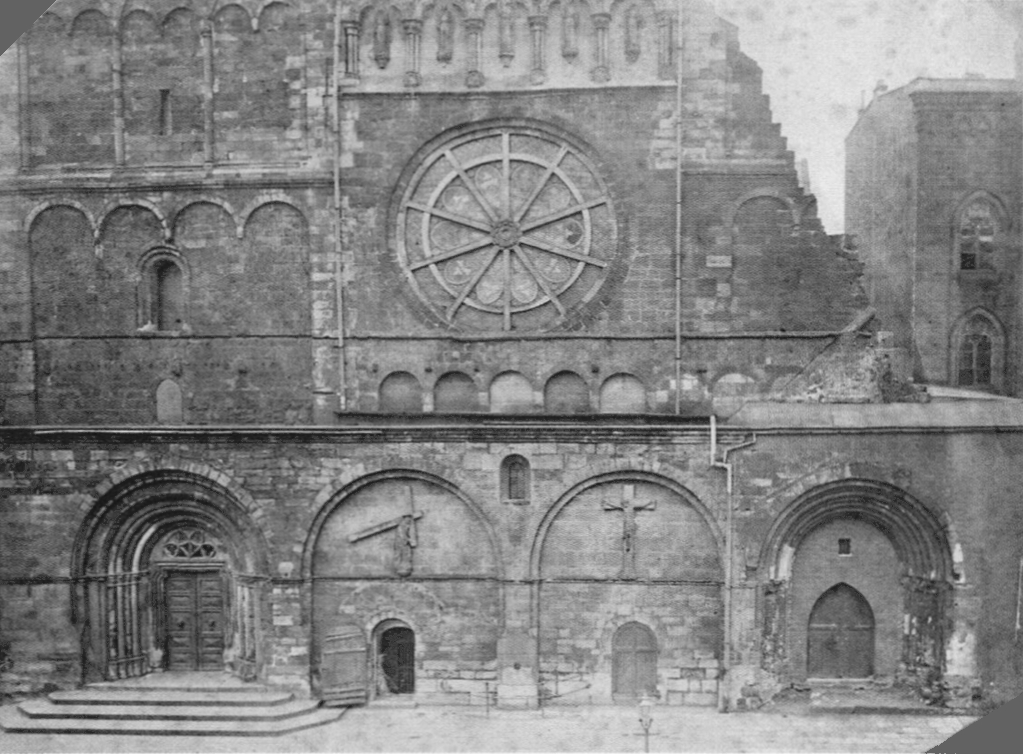
Photographie de la partie inférieure de la façade avant de 1887

Rouverte depuis 1638-1639, la cathédrale fut le lieu de culte de la communauté luthérienne, qui s'accrut d'une petite minorité à la majorité des habitants (25 000 de 38 000) en 1800. Dans cette période, la cathédrale n'était pas riche, mais les toits étaient maintenus et il y eut des innovations : une chaire en 1638, entre 1693 et 1698 un orgue d'Arp Schnitger et à la même époque un autel à l'exemple du baldaquin du Bernin de la Basilique Saint-Pierre du Vatican. Surtout, on construisit des tribunes pour la communauté grandissante. Vers 1770, la rosace gothique de la façade occidentale devint perméable à la pluie et fut remplacée par une rosace plus modeste, « comme une roue de moulin » (description de A. Fitger).

### La paroisse luthérienne de la ville de Brême

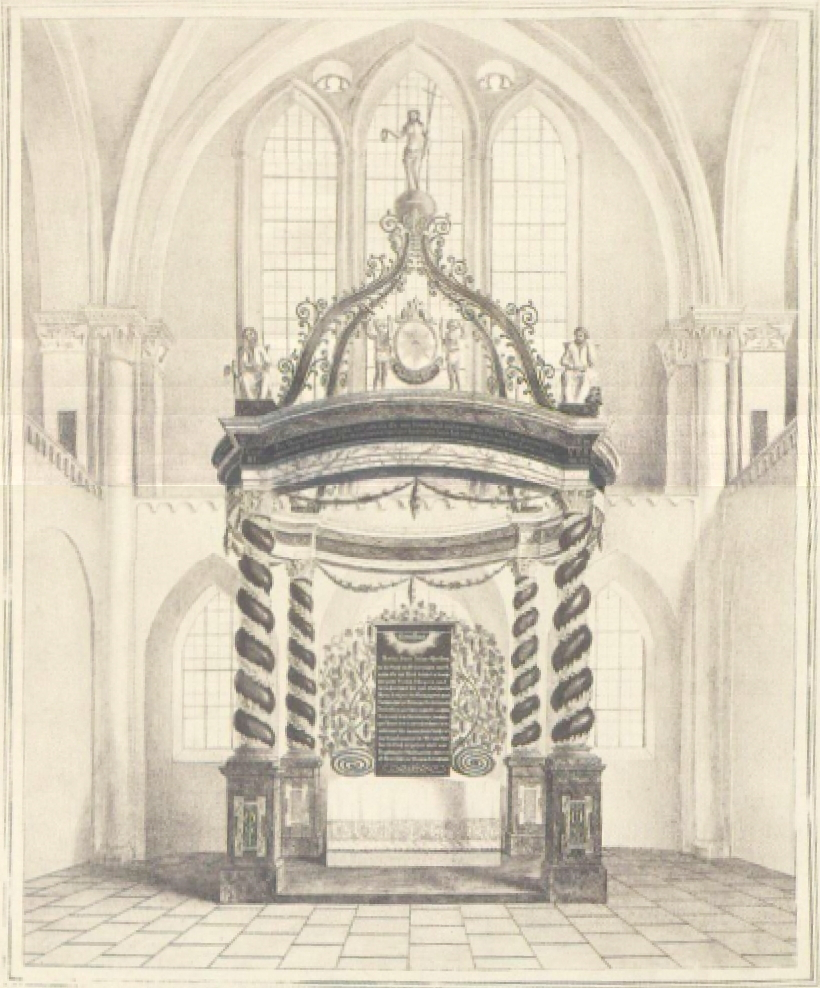
Autel de 1694/96 à 1839

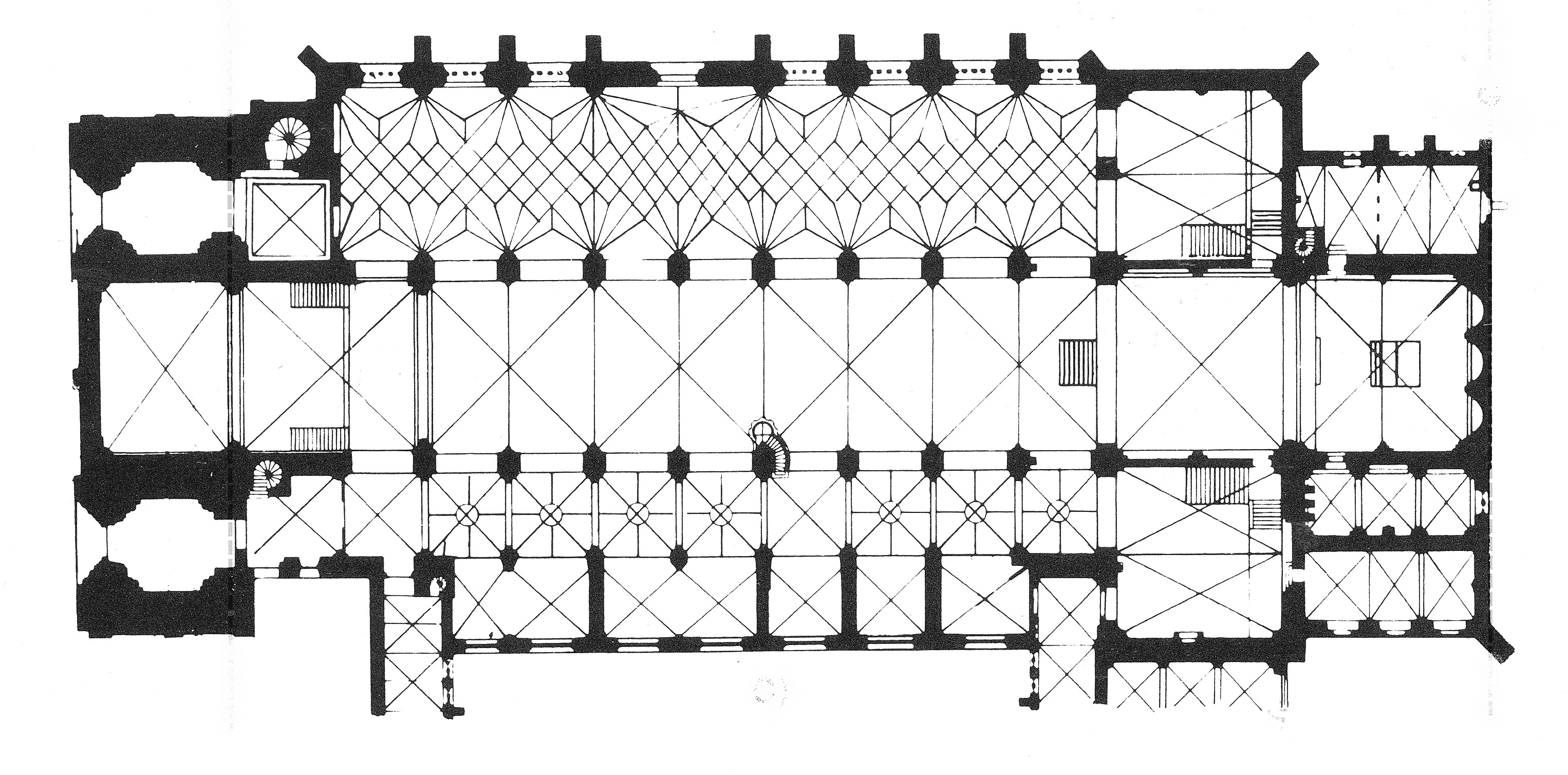
Plan du sol en 1888

Avec le Recès de la Diète d’Empire en 1803, le territoire de la ville libre de Brême fut agrandi par divers villages et par le bourg épiscopal intramural avec la cathédrale. Pour la première fois, la ville voulut liquider la communauté luthérienne comme concurrente des paroisses réformées. Mais avec l'annexion menaçante de la ville par le Premier Empire français en 1810, l'établissement de la paroisse luthérienne de la cathédrale donna la possibilité de sauver les propriétés de la cathédrale de la confiscation par l'empire. Entre 1817 et 1888, plusieurs réparations et innovations diverses furent entreprises : un nouvel orgue, des bancs plus fonctionnels, un autel néogothique, une stabilisation des voûtes du collatéral nord. Tout ce qui ne fut pas nécessaire pour la stabilité de l'édifice fut payé par dons.

### La grande rénovation

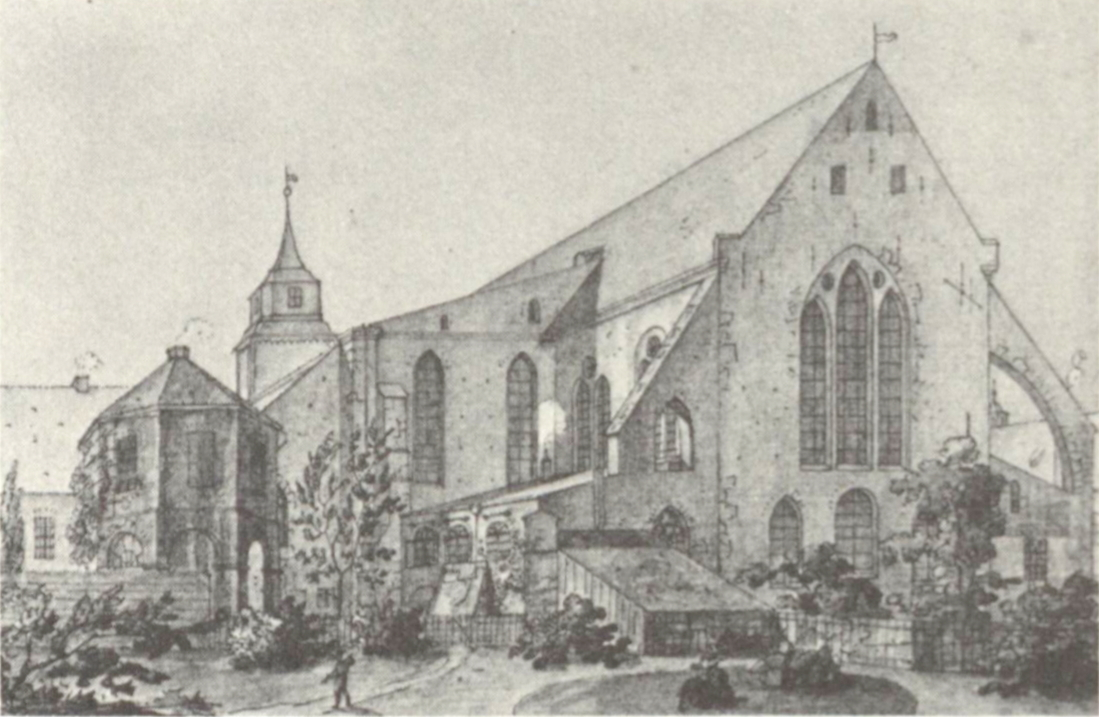
Chœur et transept en 1820

Soutenue par l'entrepreneur de pétrole Franz Schütte et préparée depuis 1887, entre 1888 et 1901, la première grande rénovation de la cathédrale fut payée par la ville. Le plan fut fait par Max Salzmann (né en 1850), qui dirigea les travaux jusqu'à sa mort en 1897. La reconstruction fut achevée par Ernst Ehrhard. En principe, on voulait reconstituer l'édifice médiéval, mais avec l'histoire compliquée de l'église, des hypothèses variables sur la "vraie cathédrale", on fit quelques additions dans l'esprit historiciste, notamment la tour néo-romanique sur la croisée.

### XXesiècle

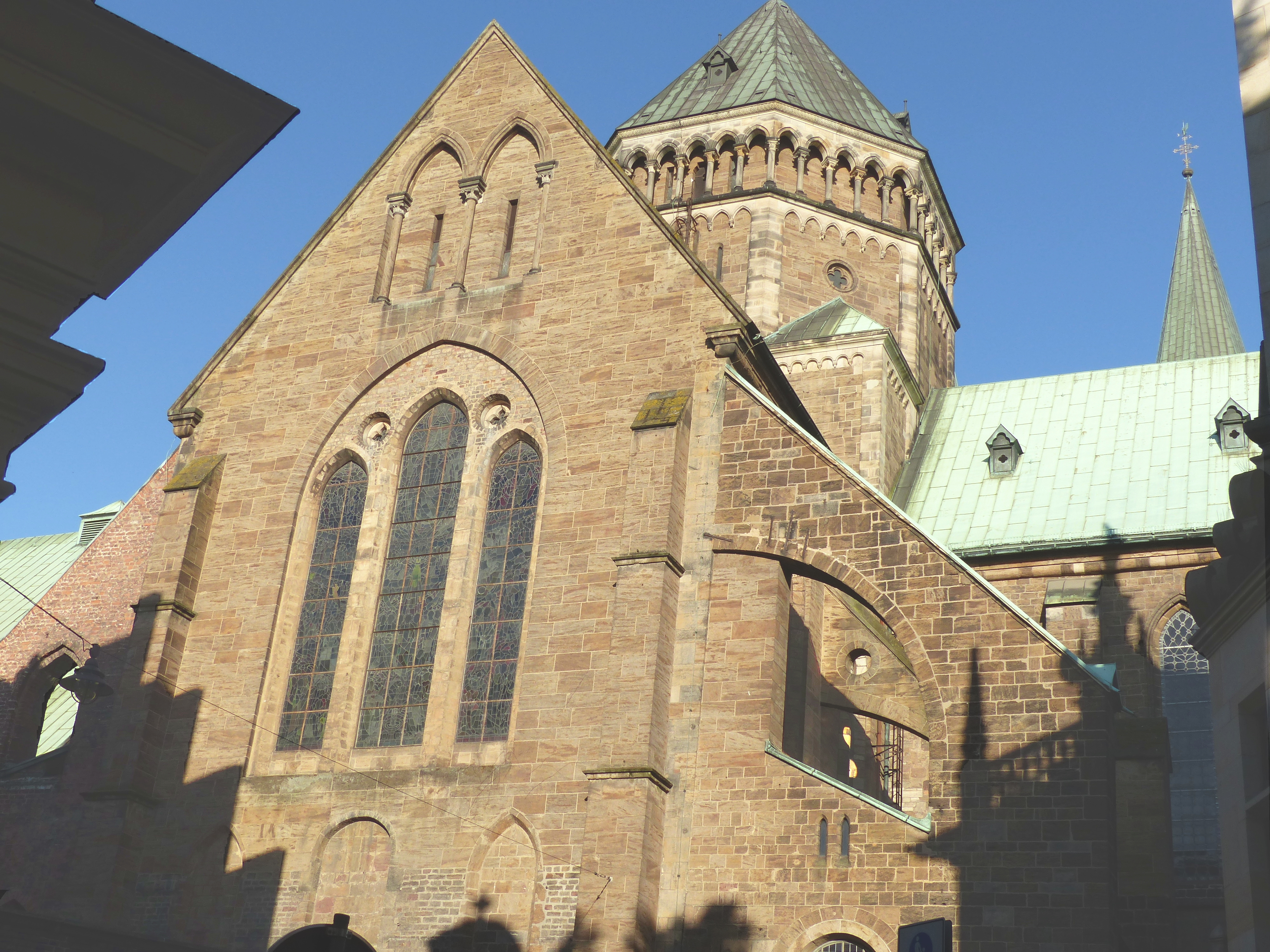
Chœur, transept et croisée 2015

En 1911, la croisée et le chœur durent être stabilisés parce que la nouvelle tour était trop lourde.
Lors la Seconde Guerre mondiale en mars 1945, une partie des voûtes du collatéral nord fut détruite par une bombe. Tous les vitraux furent perdus et les voûtes du collatéral sud furent déstabilisées. En 1950 toutes les voûtes furent reconstruites ou stabilisées.
De 1979 à 1984, on fit une rénovation de plus, en réparant les dommages cachés de la guerre et en éliminant quelques additions historicistes[Quoi ?] de l'intérieur. Pendant ces travaux, on fit des investigations archéologiques.

## Installations
Aujourd'hui la cathédrale de Brême comptent quatre autels et cinq orgues.
En 1826 les vieilles stalles furent éliminées, mais quelques côtes furent sauvées.
L'église a quatre cloches, trois dans la tour du nord et une dans la tour du sud.

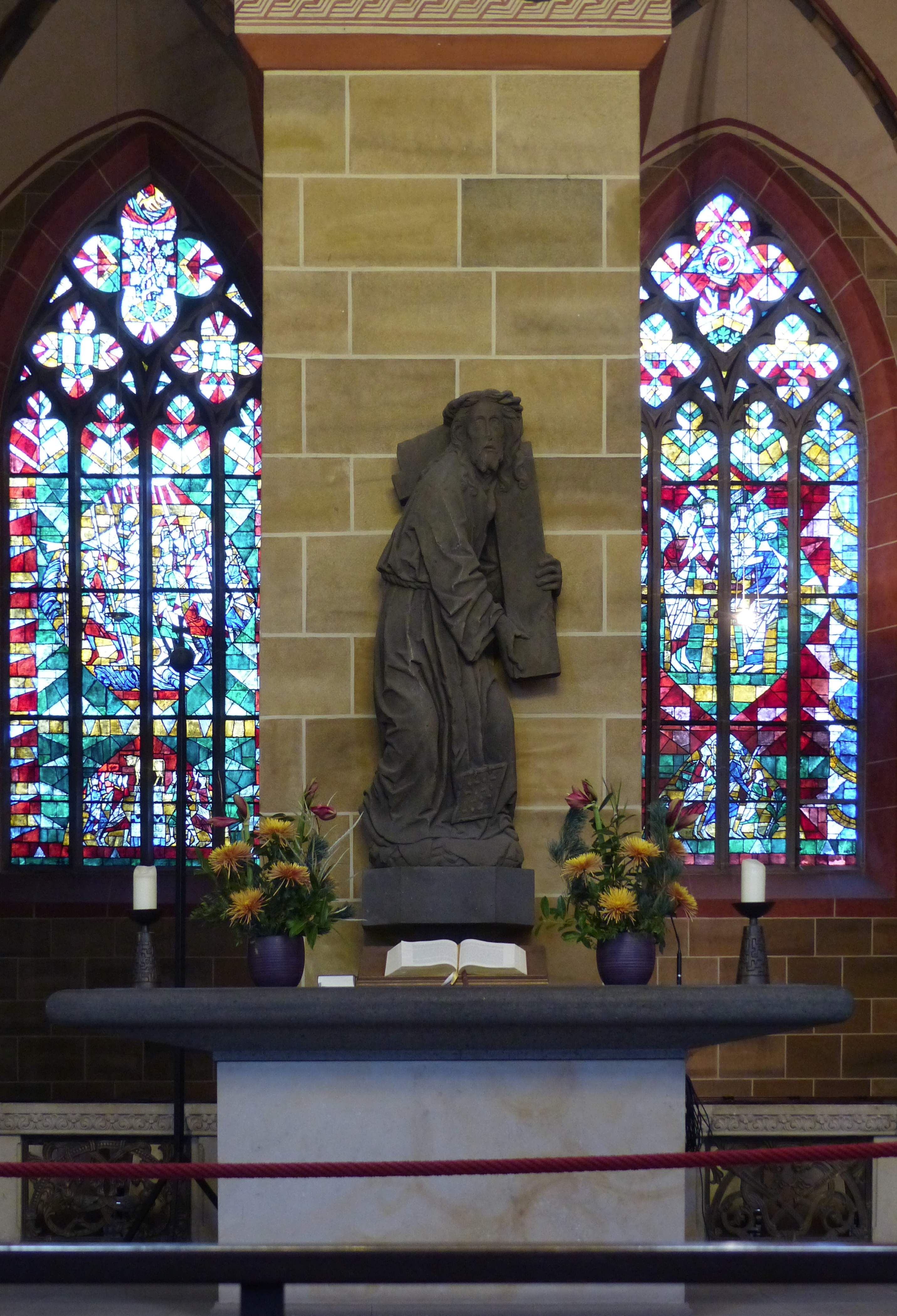
Jesus porte la croix, torso d'une sculpture de la façade occidentale, aujourd'hui sur l'autel des services cottidiens

## Paroisse
Aujourd'hui, l'Église protestante de Brême est une église unie de luthériens et réformés. Toutes les paroisses sont égales et très indépendantes.
Chaque chrétien protestant peut se joindre à la paroisse de son choix. Bien que la paroisse de la cathédrale Saint-Pierre soit la plus grande, elle n'a pas de privilèges.
La crypte occidentale est utilisée comme baptistère, la crypte orientale comme espace de silence („Raum der Stille“)

## Tourisme
Dans une annexe au sud-est, il y a un petit musée (Dommuseum) dont l'accès gratuit se fait par le transept.
La tour sud est ouverte aux visiteurs, l'accès se fait par la nef.
Une attraction touristique est la cave du plomb (Bleikeller). Autrefois, elle servait de dépôt de matériel pour la réparation des toits. Aujourd'hui, elle est connue pour ses momies.

## Galeries

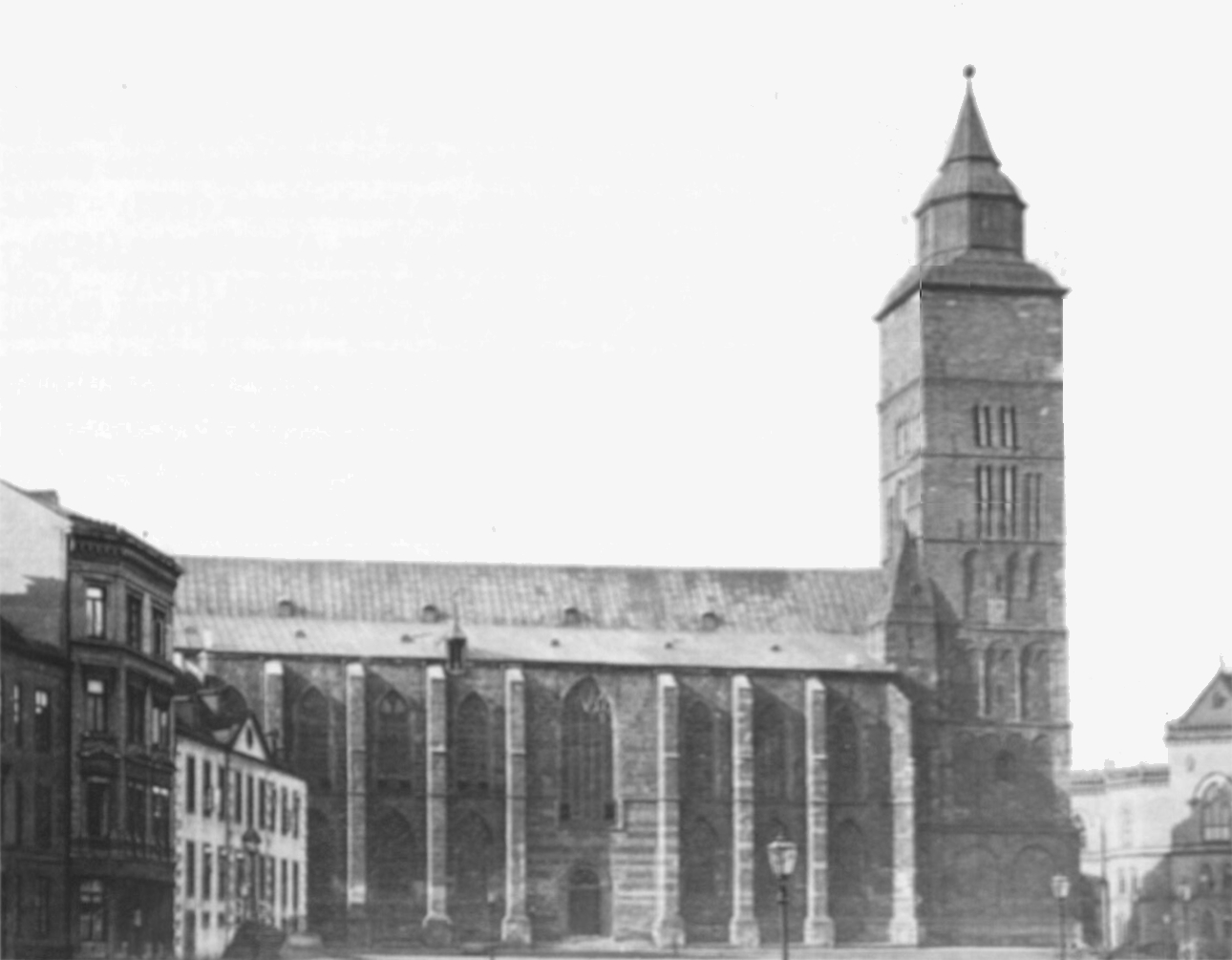
Vue du nord avant de 1888
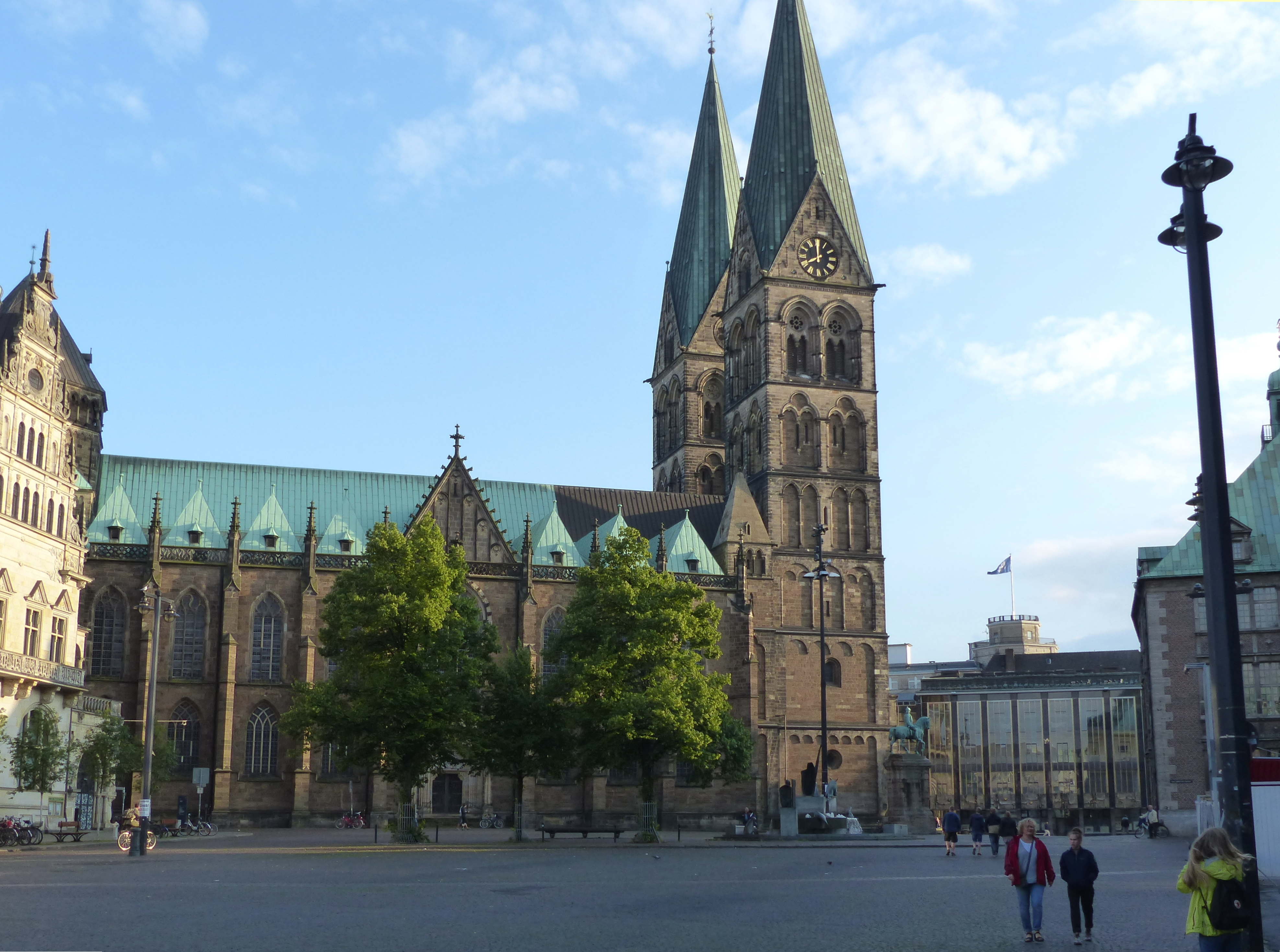
Vue du nord aujourd'hui

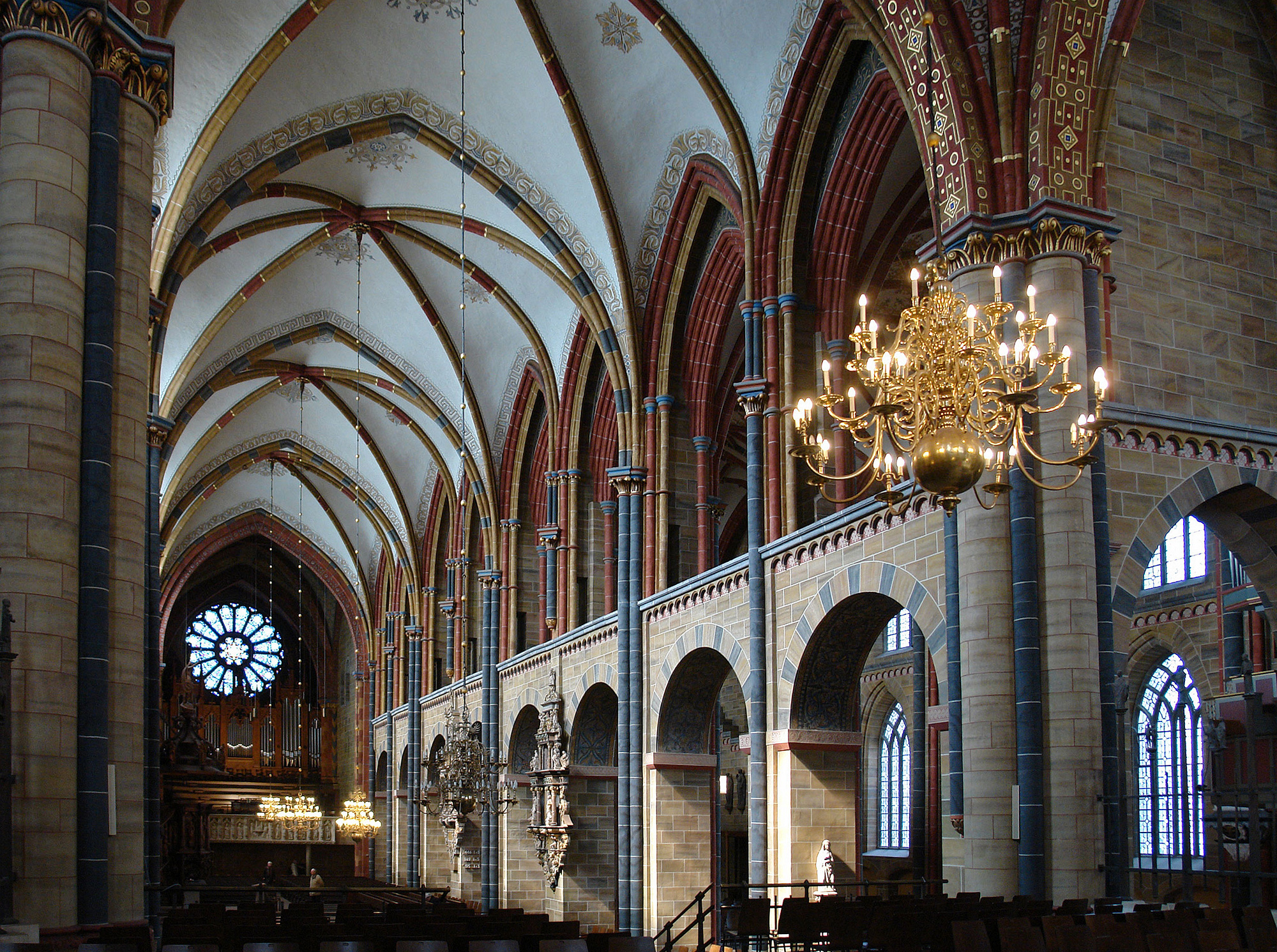
Vue au ouest de la croisée par la nef central a l'orgue principale
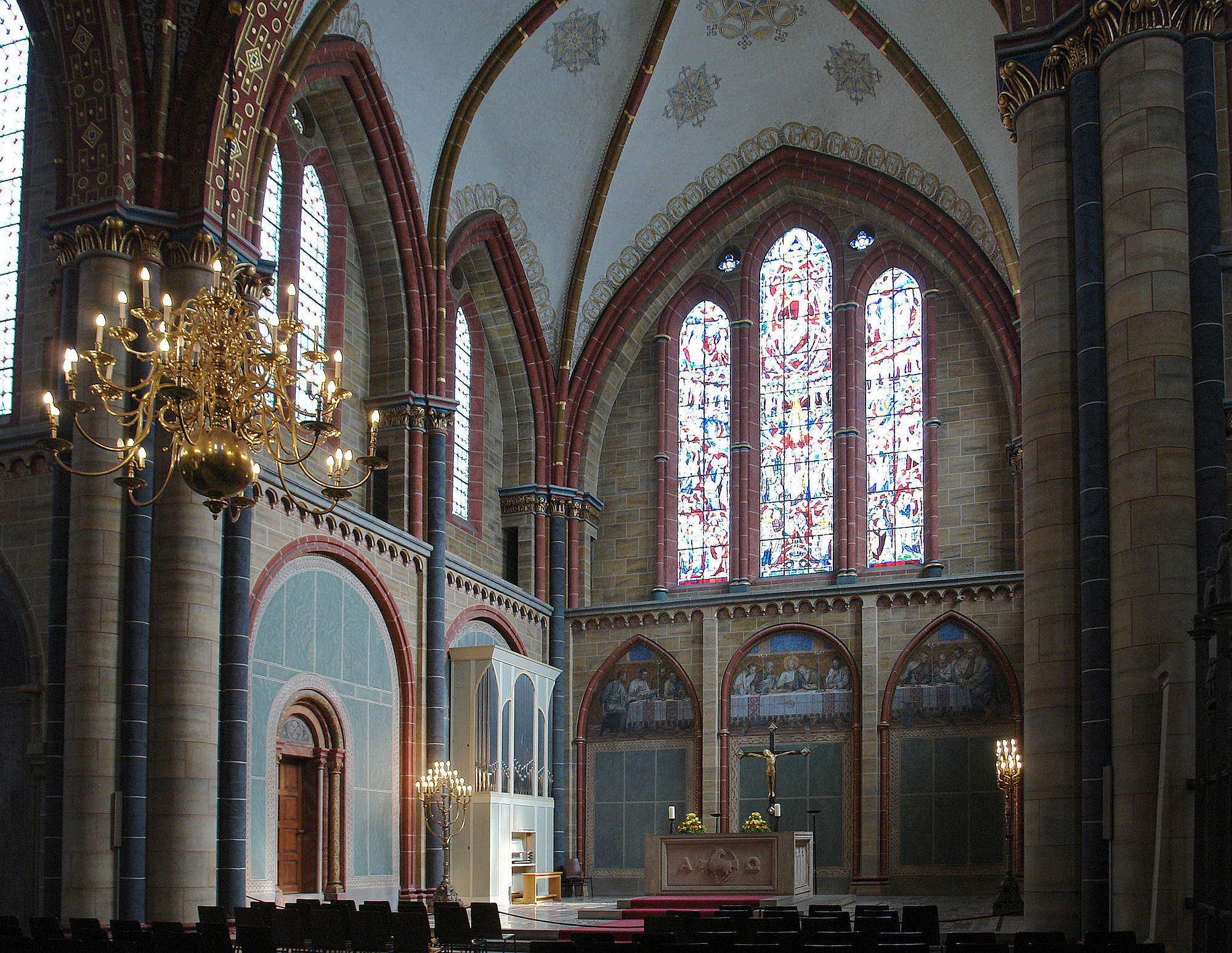
Vue de la croisée au chœur oriental
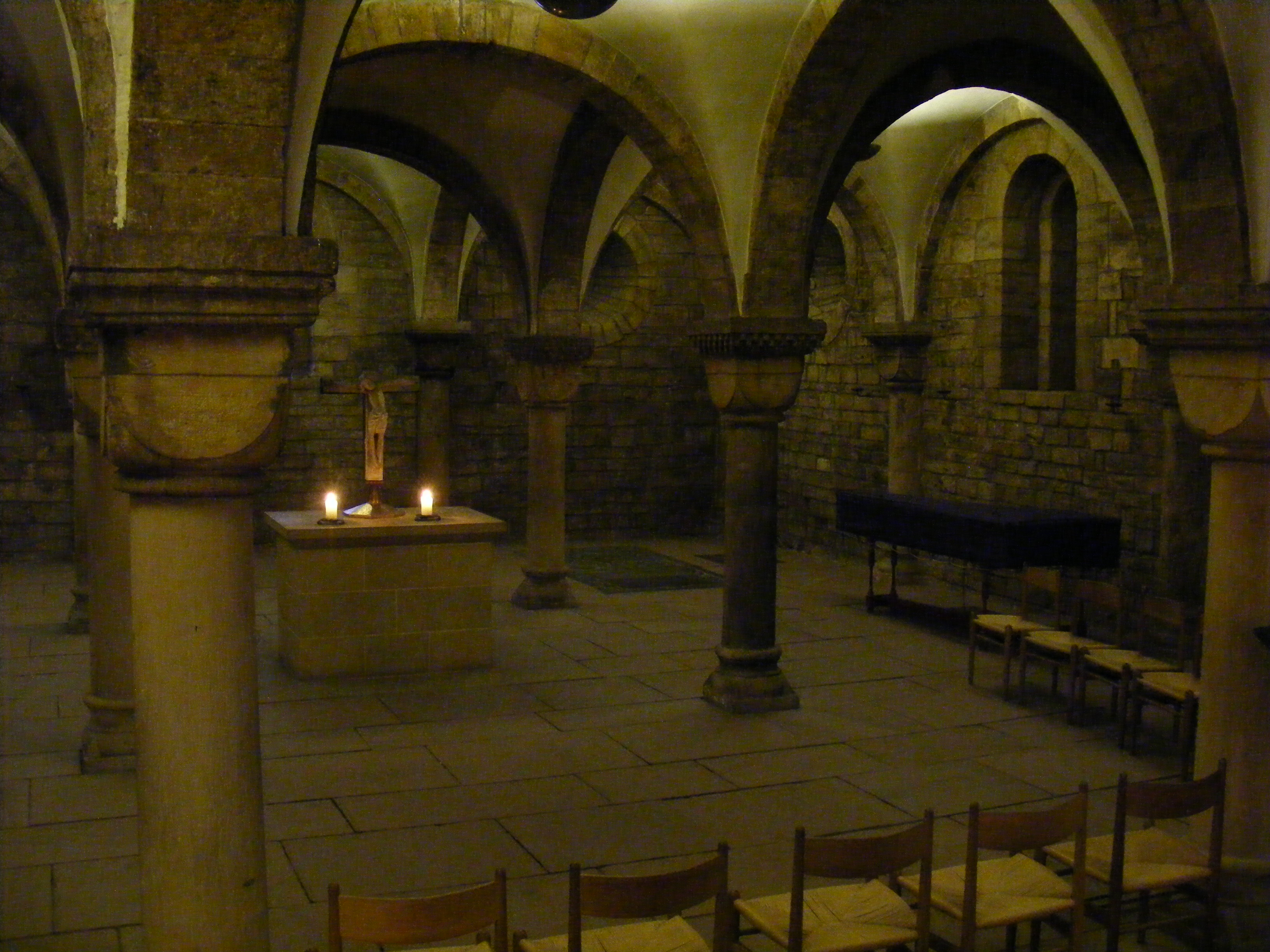
Crypte orientale au-dessous de croisée et chœur

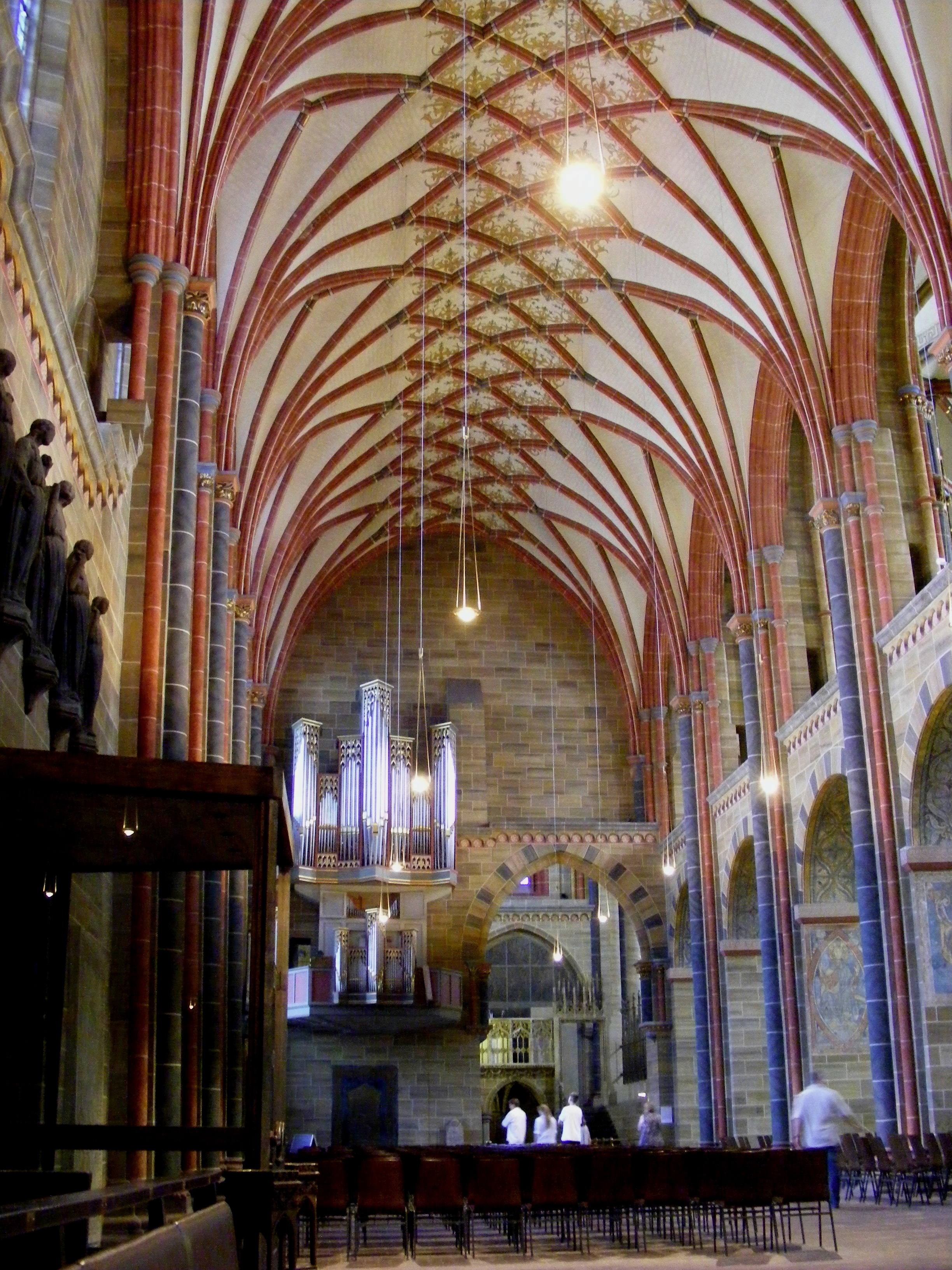
Collatéral du nord, vers l'est, voûtes du XVIe siècle
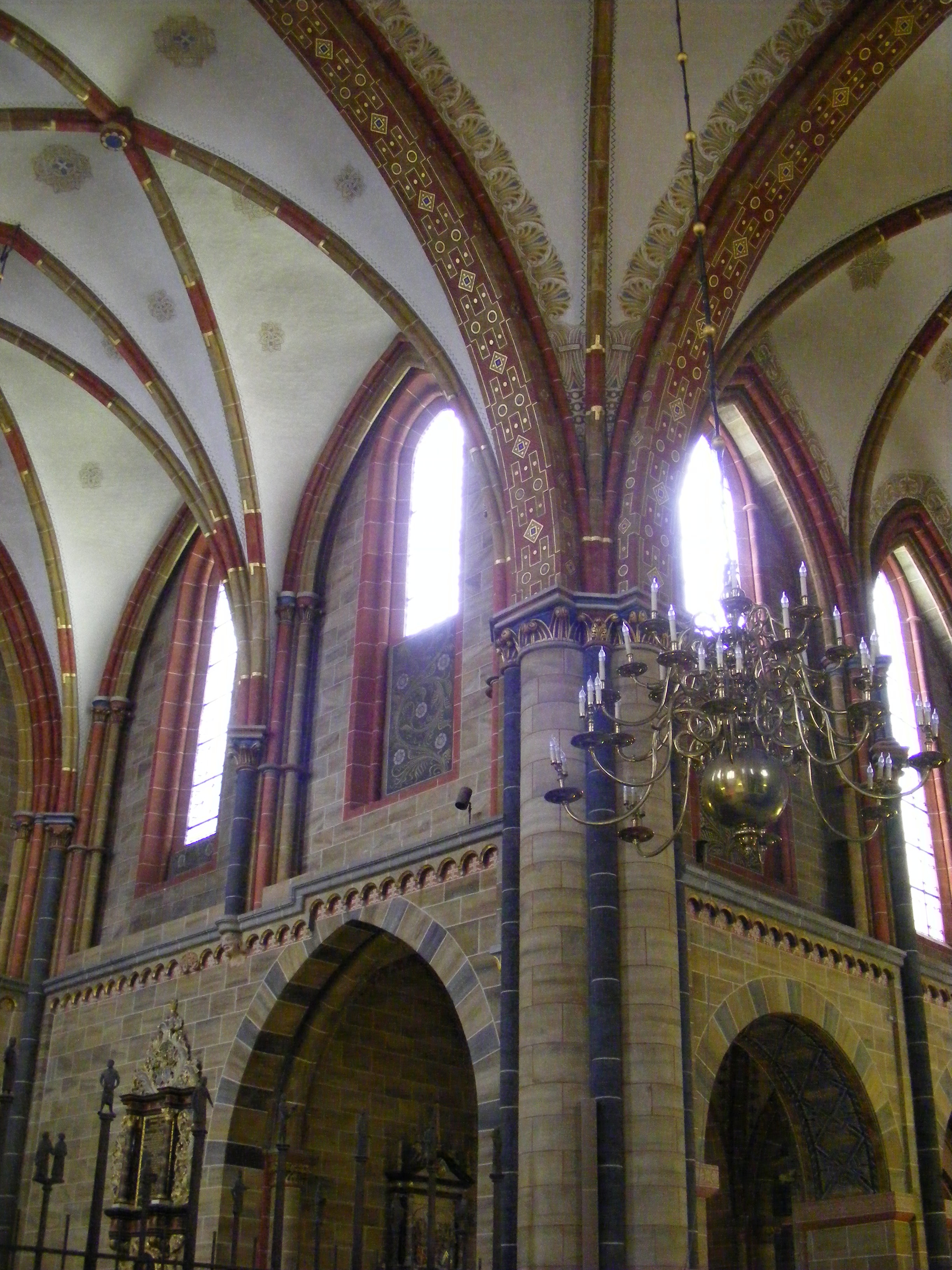
Pilier du sud-ouest de la croisée
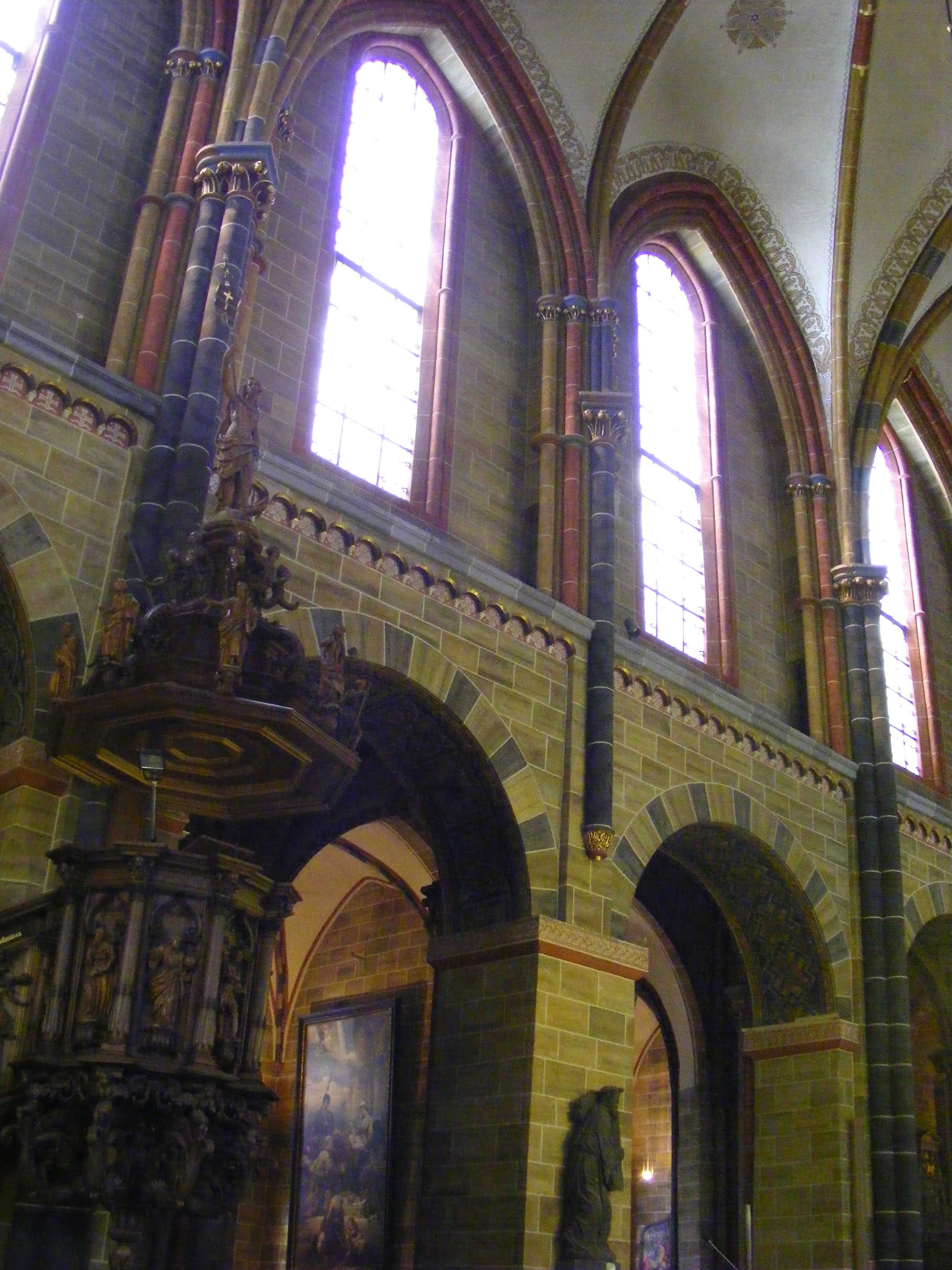
Chaire de 1638, derrière le collatéral du sud avec des chapelles du XIVe siècle
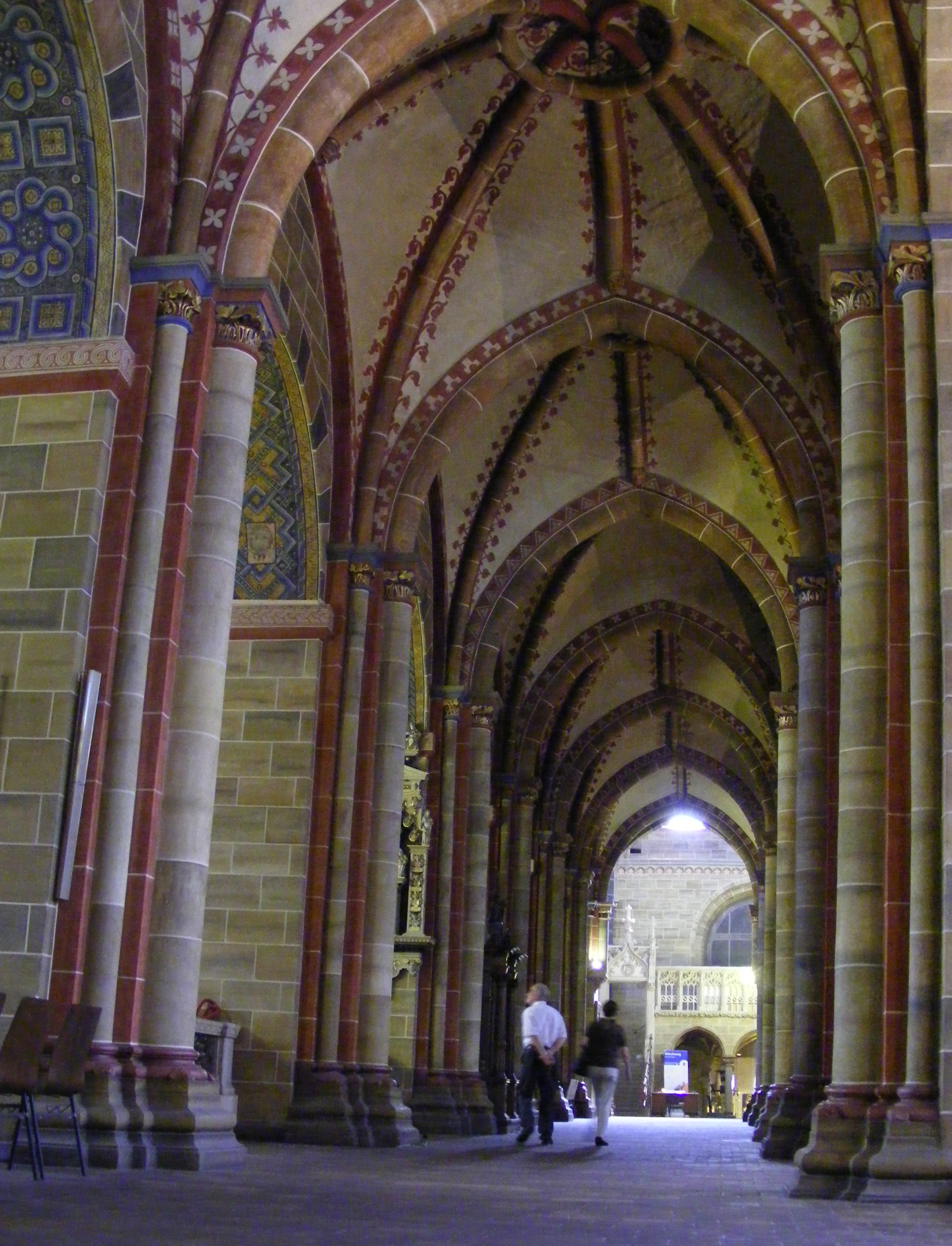
Collatéral du sud, vers l'est, voûtes du moyen XIIIe siècle
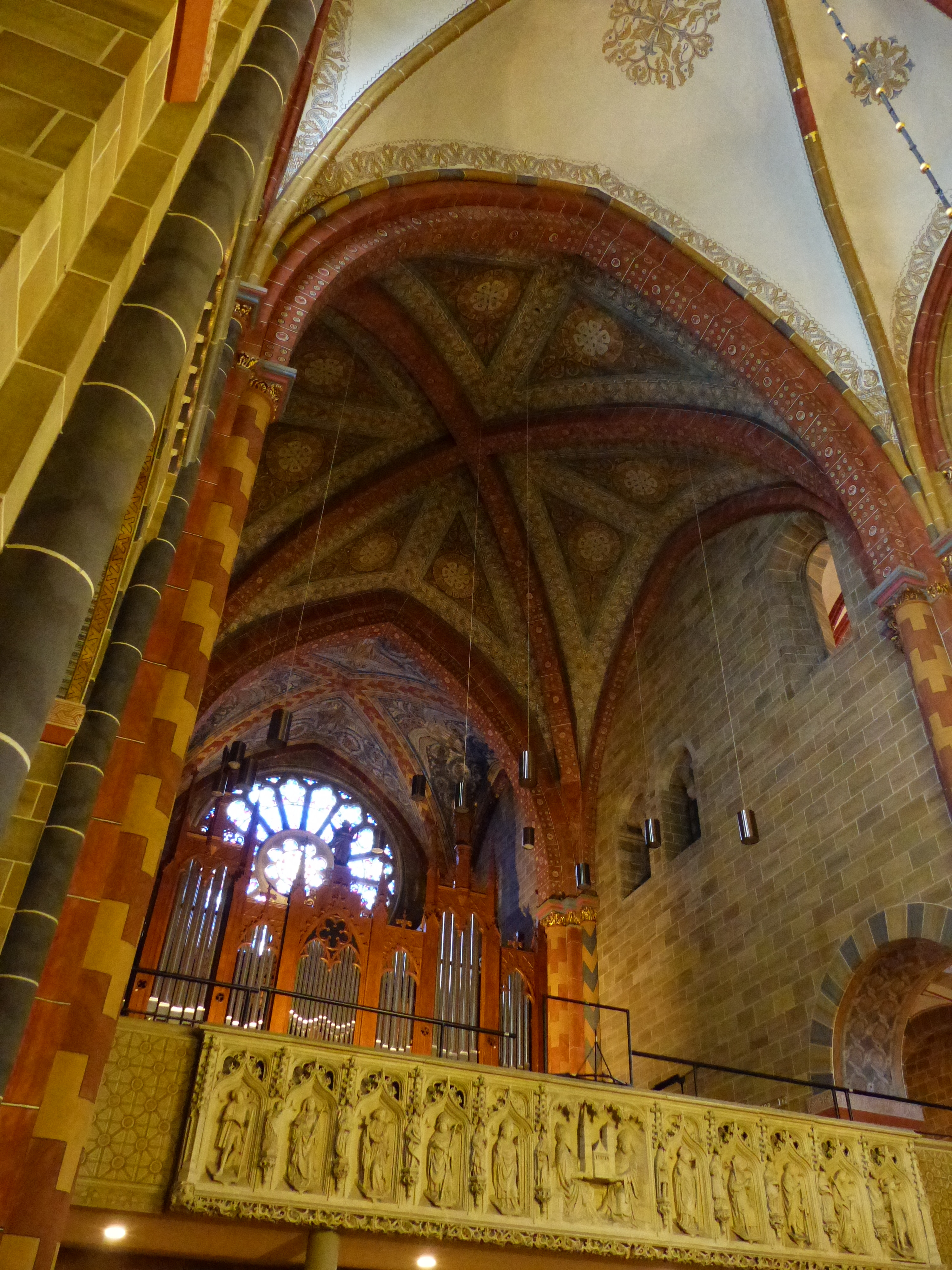
Chœur occidental comme tribune de l'orgue

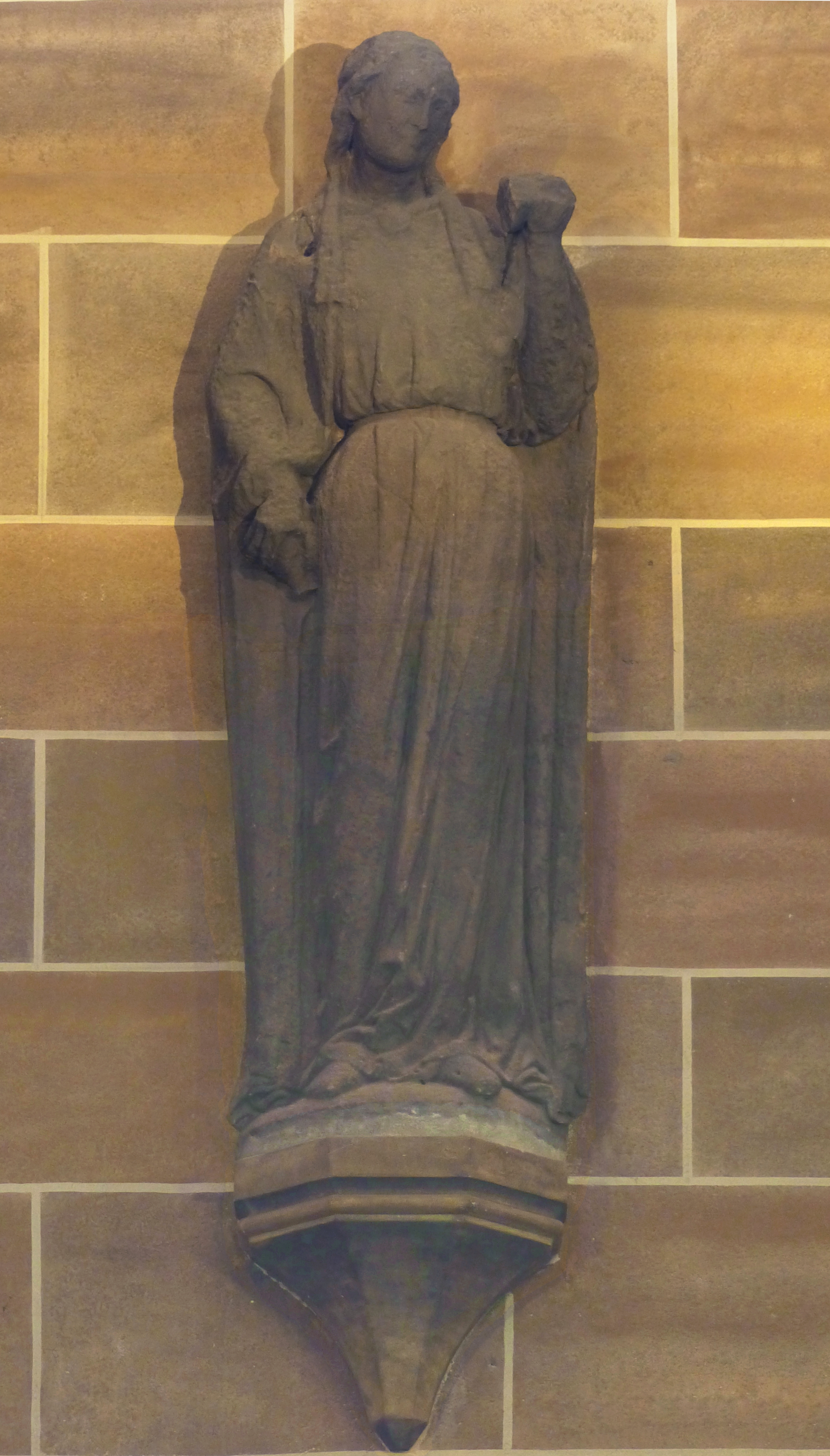
Une des vierges de la parabole de l'apôtre Matthieu, environ 1230, jusqu'à 1888 sur la façade occidentale
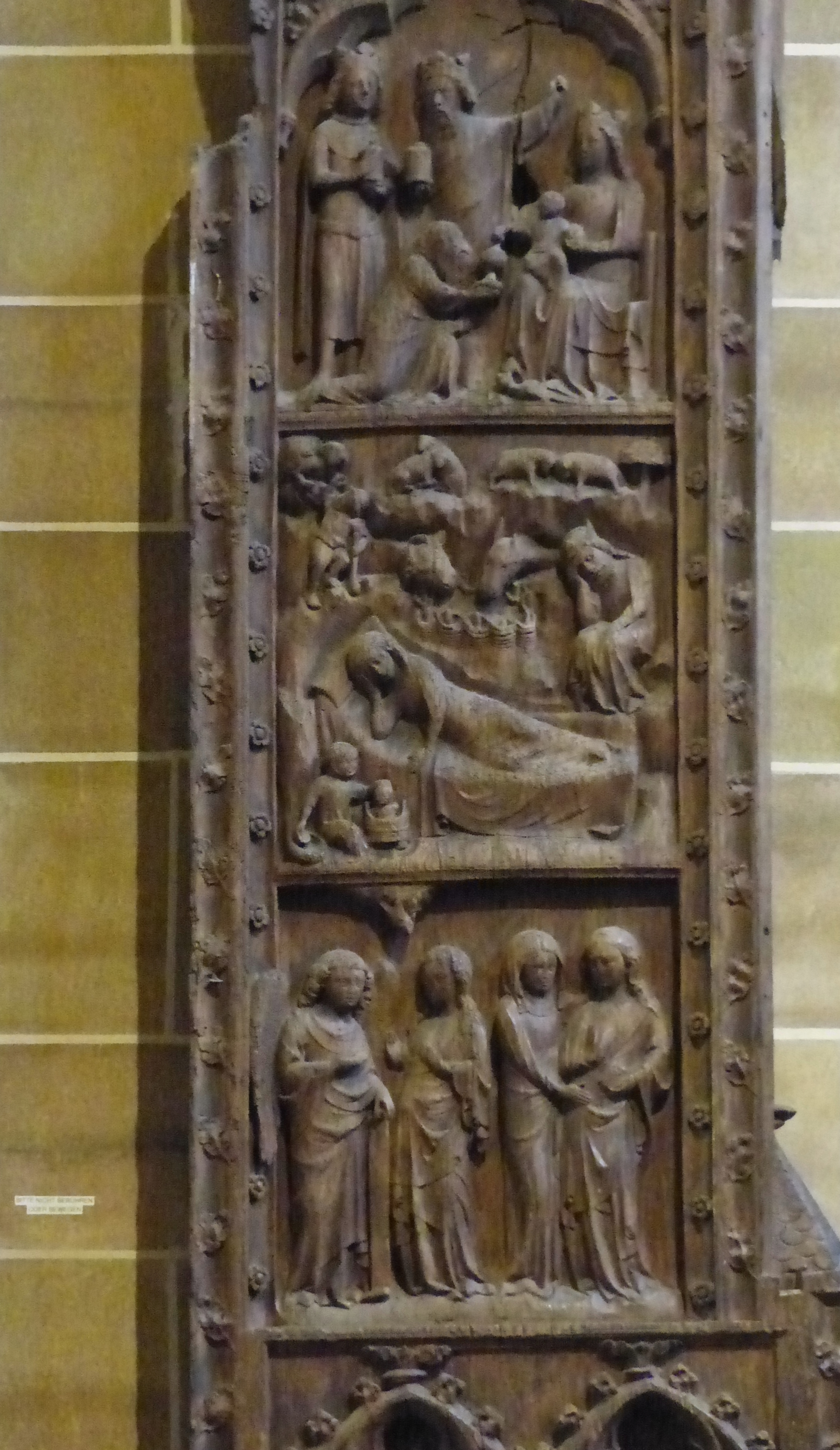
Côte des stalles: trois scènes de noël, environ 1360
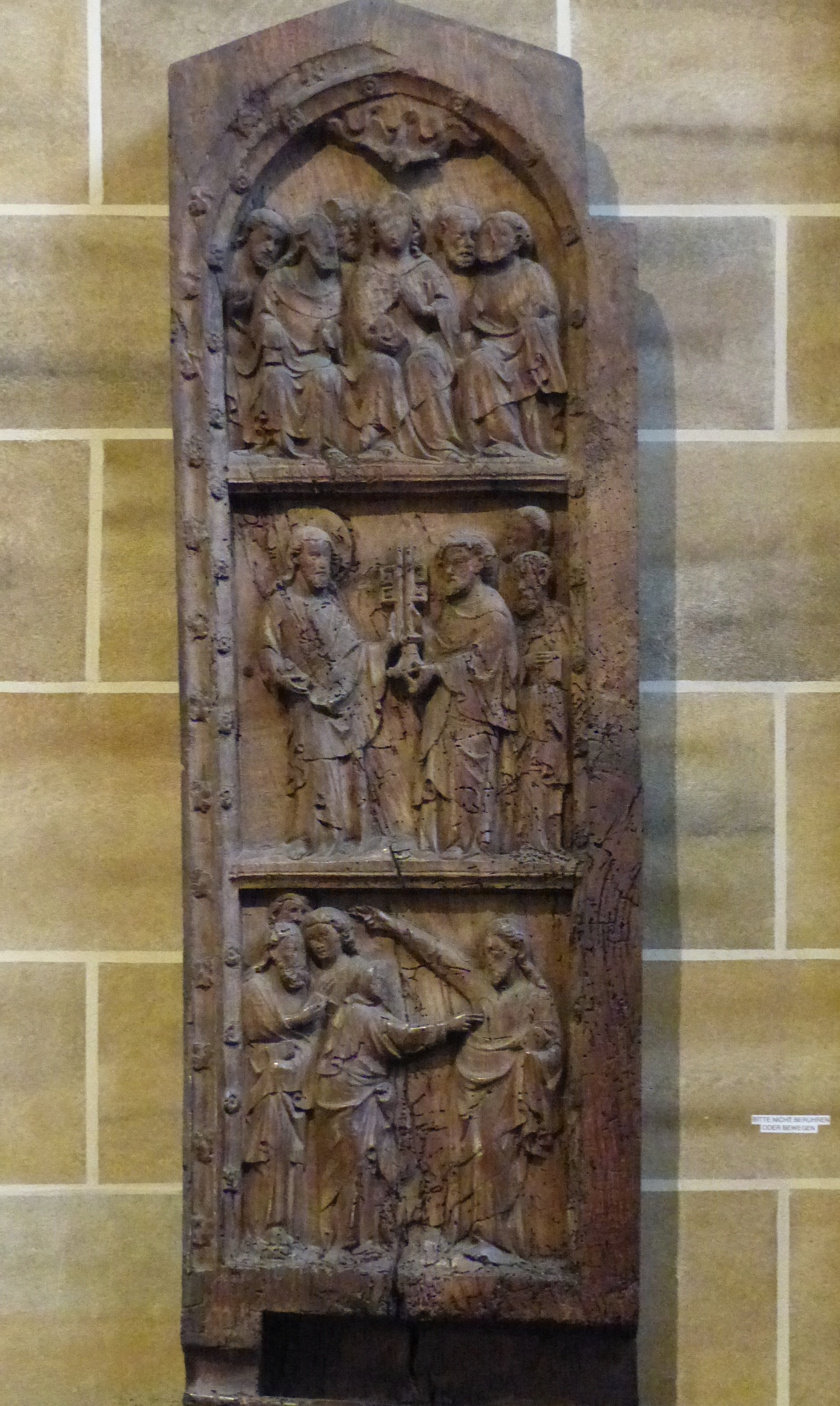
Côte des stalles, ascendent: Jesus et Saint Thomas, Jesus et Saint Pierre, le miracle de pentecôte
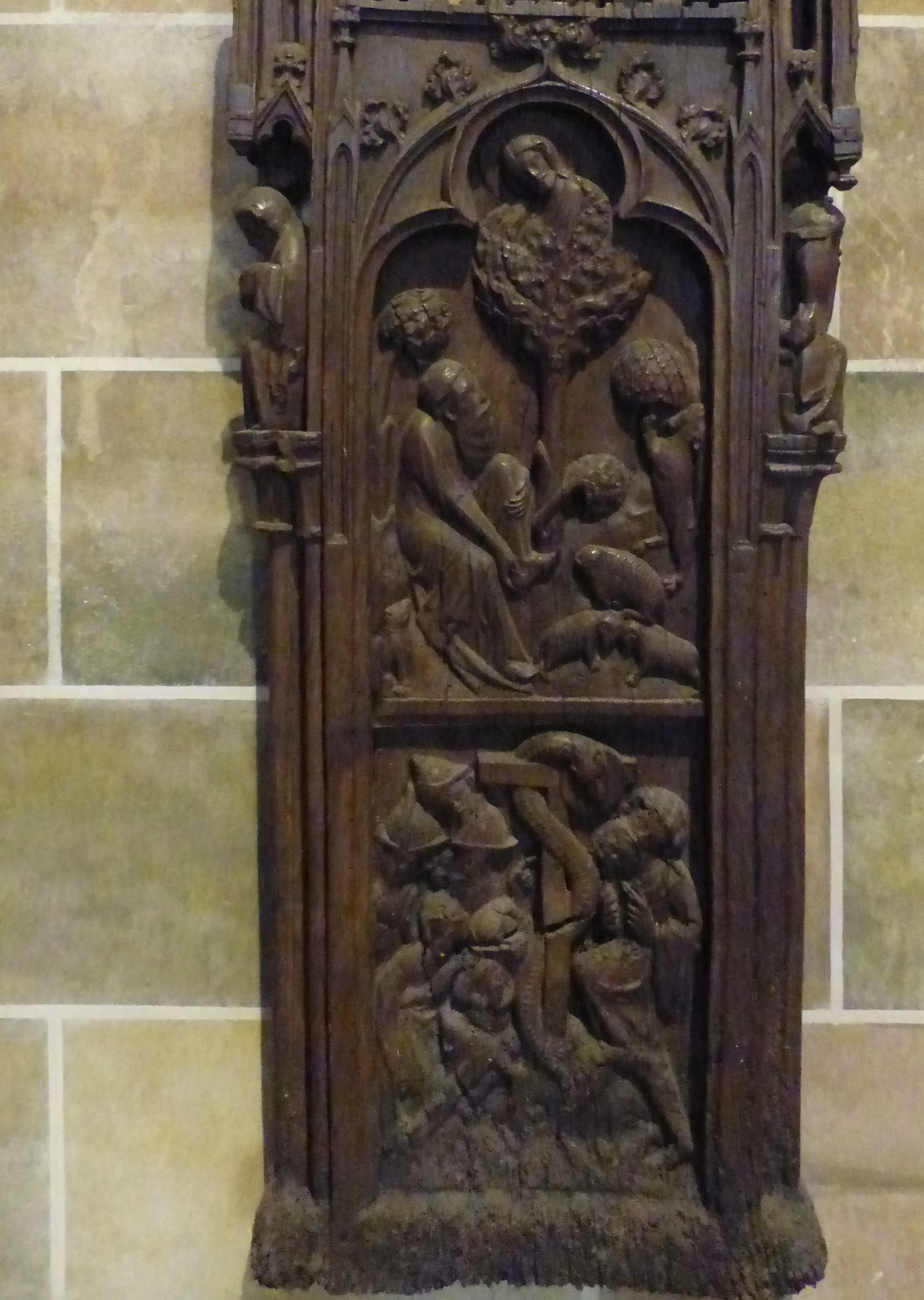
Côte des stalles: le paradis et le serpent de la séduction
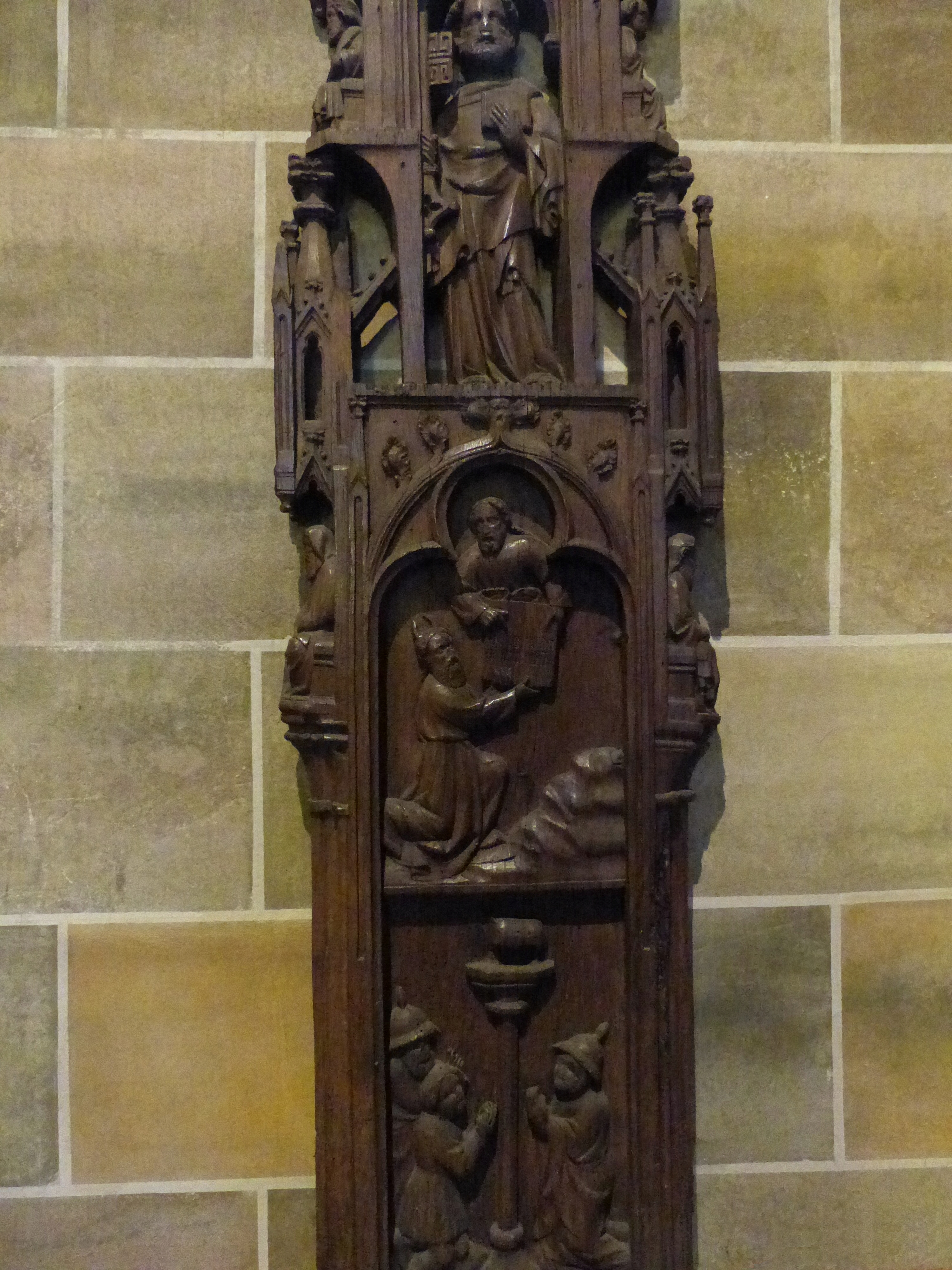
Côte des stalles: Saint Pierre, Moïse sur le mont Sinaï, le veau d'or

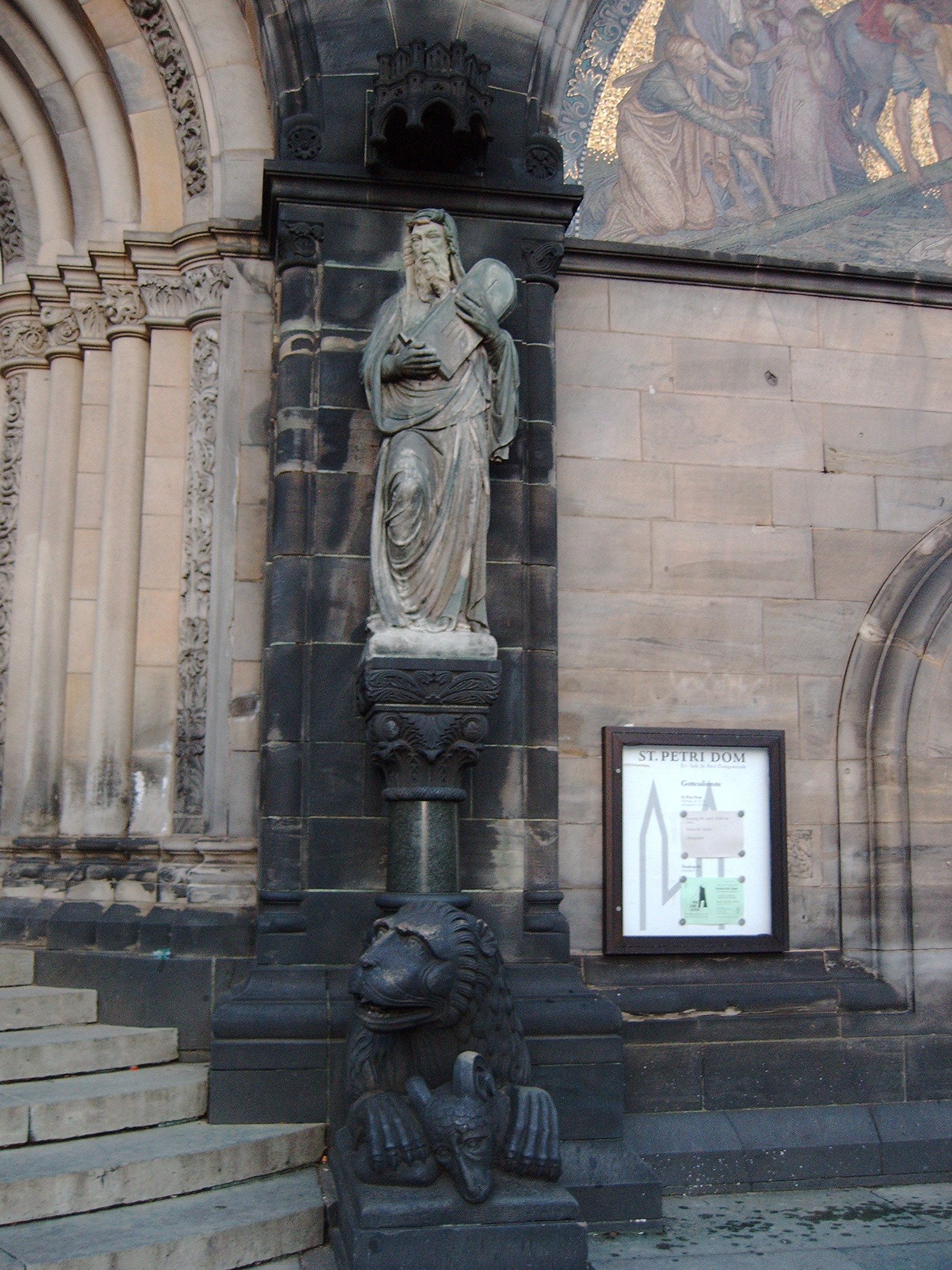
Quelques des sculptures du XIX près des portes occidentales.